# Jetze Doorman
Jetze Doorman (Balk, 2 luglio 1881 – Breda, 28 febbraio 1931) è stato uno schermidore olandese, vincitore di quattro medaglie di bronzo nella scherma ai giochi olimpici.